# 趙憲 (南宋)
趙憲（1268年11月6日—1270年7月1日），宋朝宗室。
宋朝第十五代（南宋第六任）皇帝宋度宗赵禥的第三子，生母俞修容，咸淳四年（1268年）十月初一戊寅朔出生。五年冬十月十二甲申（1269年11月7日），赵宪被父亲授予检校太尉、武安军节度使之职，封益国公。六年（1270年）六月十二庚辰，赵宪薨逝，谥号冲定。宋度宗有八子，度宗之后，南宋灭亡前夕，赵宪的六弟赵㬎（宋恭帝）、五弟赵昰（宋端宗）、同母七弟赵昺（宋少帝）先后登上皇位。